# スポーティングニュース
スポーティングニュース（The Sporting News）は、アメリカ合衆国のスポーツ専門メディア。

## 概要
スポーティングニュースは1886年に週刊誌としてシャーロットで創刊。以来120年以上発刊してきた。しかし紙媒体については2008年に隔週刊、2011年には月刊とメディアの多様化と発行部数の減少などから2012年に休刊。以降はスポーツの情報ウェブサイトとして運営されている。2015年以降パフォーム・グループ/DAZNグループの傘下だったが、2020年12月よりイギリスの投資グループ、パックス・ホールディングスの傘下となる。
2017年8月にはスポーティングニュース日本版が創刊されている。